# Südsee
Der Begriff Südsee ist eine gebräuchliche Bezeichnung für den Südpazifik.
Geographisch gehören zur Südsee alle Bereiche südlich des Breitengrades von Panama.
Zentrale Inselgruppen sind die Gesellschaftsinseln (Französisch-Polynesien/Tahiti), der Samoa-Archipel und die Fidschi-Inseln. Der Begriff Südsee wird häufig synonym mit Ozeanien und im engeren Sinne mit Polynesien verwendet (Polynesisches Dreieck). Die Eckpunkte werden bei diesem von den Hawaii-Inseln, Neuseeland (Aotearoa) und der Osterinsel (Rapa Nui) gebildet.

## Geschichte

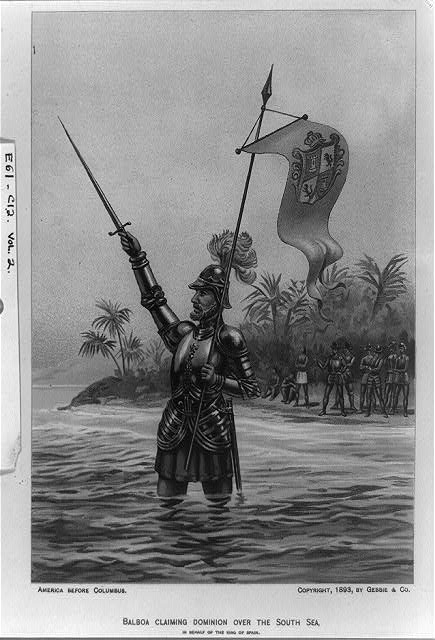
Vasco Núñez de Balboa

Der Begriff „Südsee“ wurde 1513 vom spanischen Konquistador Vasco Núñez de Balboa geprägt, als dieser die Landenge von Panama durchquert hatte und das vor ihm liegende Meer (Pazifik) Mar del Sur („Südmeer“) nannte.
Von Núñez de Balboas 190 Soldaten waren nur noch 69 übrig, als sie an den Berg kamen, von dessen Gipfel man den großen See sehen sollte. In diesem Augenblick befahl er der Mannschaft stehen zu bleiben. Keiner sollte ihm folgen, denn diesen ersten Blick auf den unbekannten Ozean wollte er mit keinem teilen. Am 25. September 1513 sah er als erster Europäer den Pazifik. Nachdem er sich lange das Meer angesehen hatte, rief er seine Kameraden herbei, um seine Freude und seinen Stolz zu teilen.
Vier Tage später ging Núñez de Balboa an der Mündung des Sabanflusses einige Schritte ins Meer und nahm, als er salziges Weltmeerwasser feststellte, das Südmeer für seinen König in Besitz.

## Südseeparadies
Im übertragenen Sinn ist die Südsee eine weit entfernte – oft idealisierte – Weltregion.
Als James Cook 1773 zum zweiten Mal nach Tahiti kam, befanden sich in seiner Begleitung die beiden naturwissenschaftlich gebildeten Deutschen Johann Reinhold Forster und Georg Forster.
„Ein Morgen war’s, schöner hat ihn schwerlich je ein Dichter beschrieben, an welchem wir die Insel O-Taheiti zwei Meilen vor uns sahen.“
Die Berichte der frühen Entdecker bestimmten lange Zeit das Bild der Europäer von der Südsee. So schrieb zum Beispiel Joseph Banks:
„Ein Arkadien, dessen Könige wir sein werden.“
Louis Antoine de Bougainvilles romantisch angehauchter Reisebericht Voyage autour du monde sowie Georg Forsters 1777 erschienene Reisebeschreibung A Voyage Round The World schienen Jean-Jacques Rousseaus Menschenbild vom „Edlen Wilden“ zu bestätigen, den die Europäer auf Tahiti gefunden zu haben glaubten. Er beschreibt es als „jardin d’Eden“ (Garten Eden), der seinen Bewohnern alles böte, was sie zum Leben brauchten. Die Insulaner sah er als freundliche Menschen, die noch nicht von der Zivilisation verdorben seien. Der Bericht inspirierte Denis Diderot zu seinem Essay Supplément au voyage de Bougainville, einer Verteidigungsschrift der sexuellen Freiheit.
Zu diesem Bild hat auch der französische Maler Paul Gauguin beigetragen. Seine Bilder geben nicht die Wirklichkeit wieder, sondern das exotische Paradies, das der Maler sich erträumte.
Von diesen Sehnsüchten profitierte auch der deutsche Schriftsteller Erich Scheurmann mit seinen fiktiven Reiseberichten eines Südseehäuptlings, die er zwischen 1915 und 1920 unter dem Titel Der Papalagi veröffentlichte. Das Buch wurde fünfzig Jahre nach dem Erscheinen zum Kultbuch und allein in deutscher Sprache mehr als 1,7 Millionen Mal verkauft.

## Die Südsee in der Malerei
Joseph Banks heuerte Sydney Parkinson als Naturzeichner und den Landschaftsmaler Alexander Buchan an, um die erste Forschungsreise von James Cook in den Pazifik (1768–1771) zu begleiten und die Entdeckungen festzuhalten. Sie stellten die auf den Gesellschaftsinseln, an den Küsten Neuseelands und auf der Osterinsel lebenden Menschen und ihren Lebensraum in Zeichnungen und Gemälden dar. Der Maler William Hodges begleitete Kapitän Cook auf seiner zweiten Expedition in die Südsee, u. a. nach Neuseeland, Tonga, zu den Gesellschaftsinseln, nach Melanesien und zur Osterinsel. Während der dritten Südsee-Expedition Cooks hielt John Webber Südsee-Motive u. a. auf den Cook-Inseln, Tahiti und Hawaii fest.

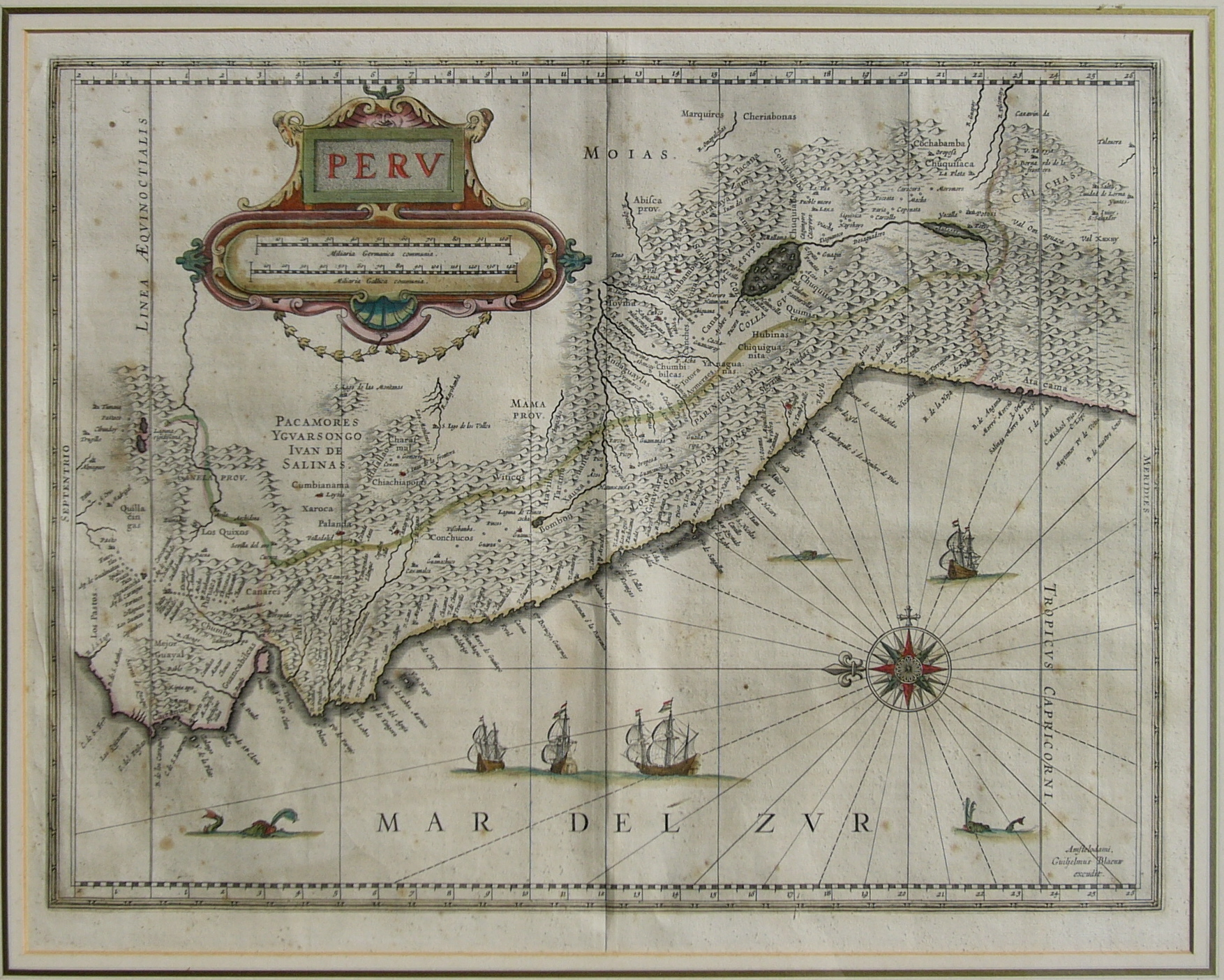
Alte Karte von Peru mit dem Mar del Sur
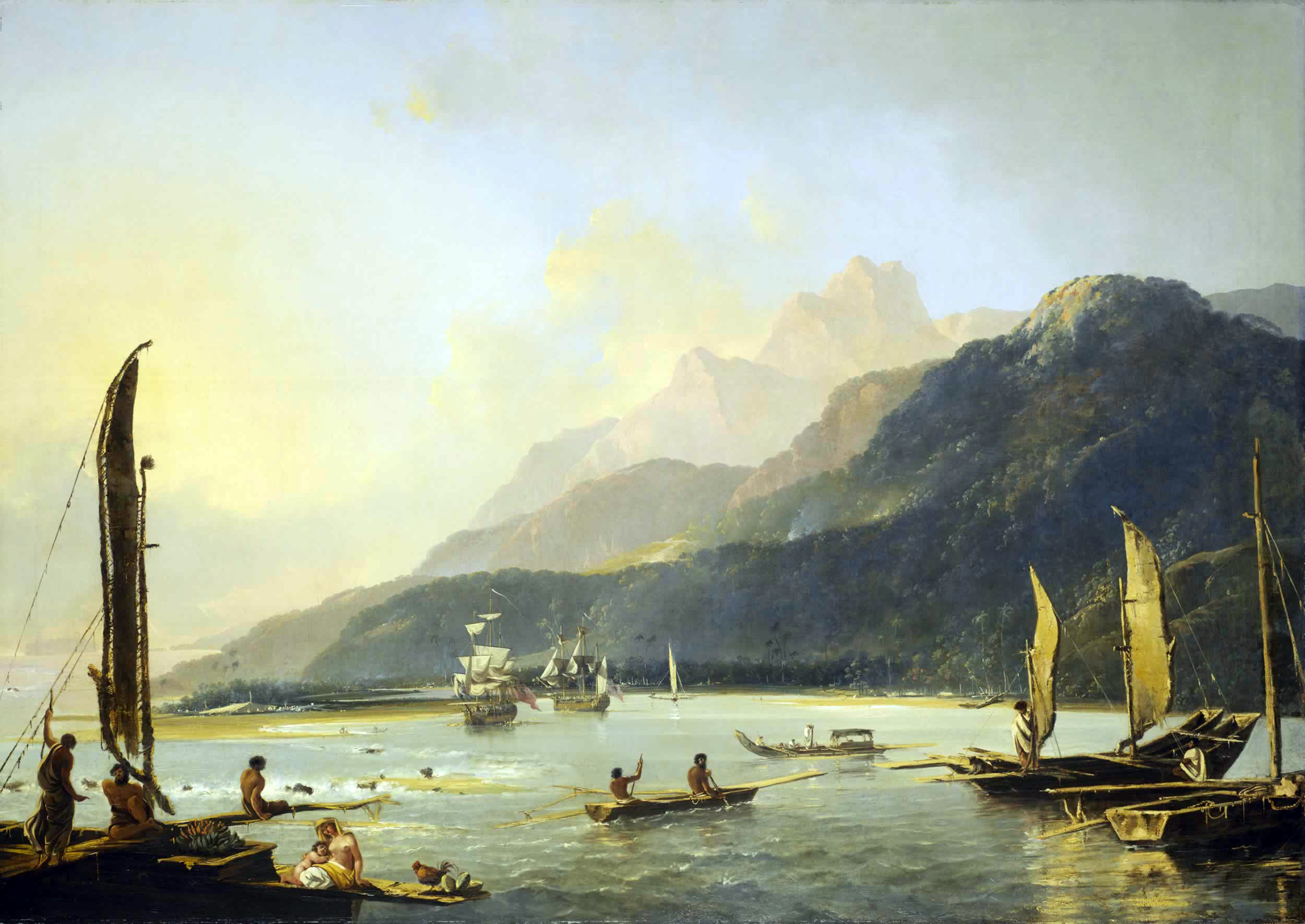
William Hodges: Resolution und Adventure mit einem Fischerboot in der Bucht von Matawai (Tahiti), Öl auf Leinwand, 1776 (National Maritime Museum, London)
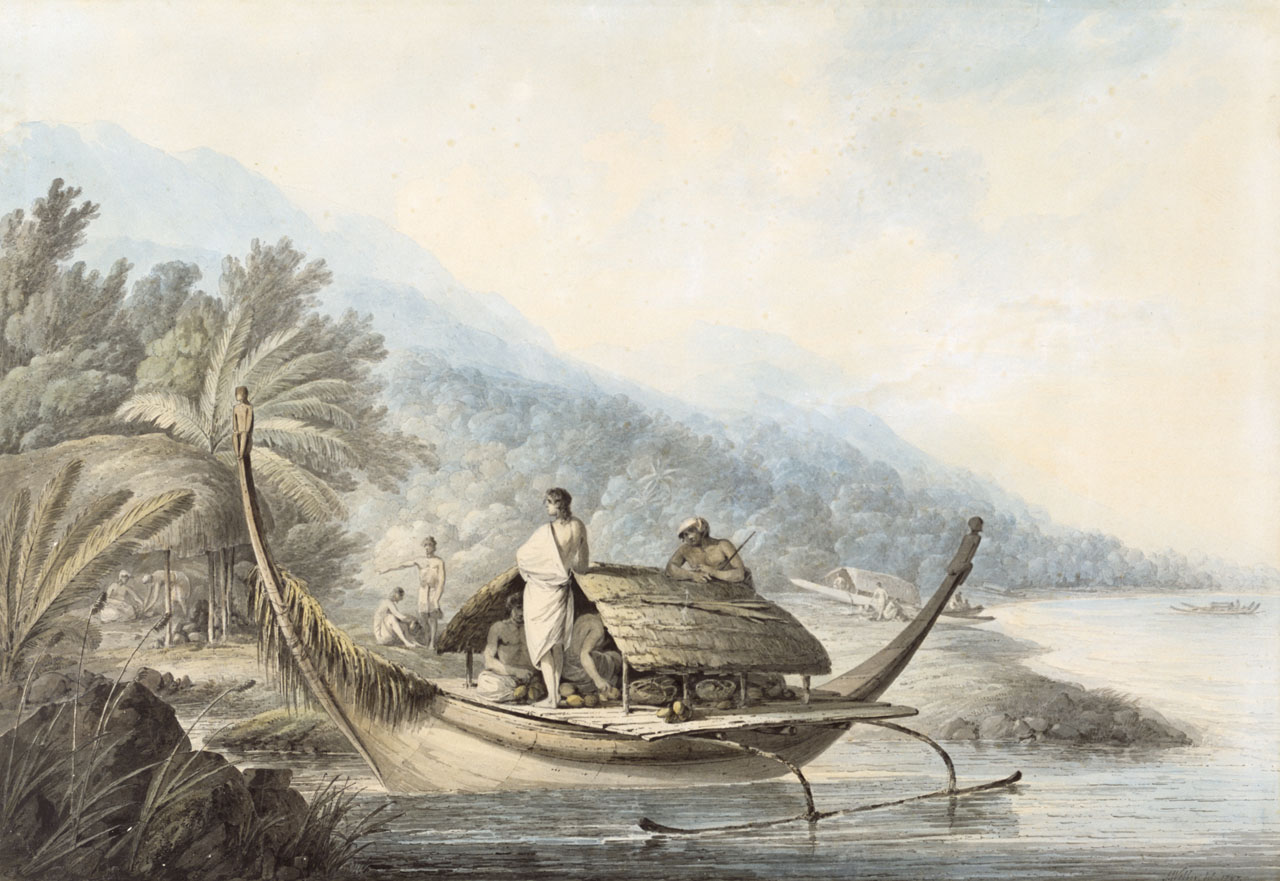
John Webber, A View in Ulietea (Raiatea), (Französisch-Polynesien), Aquarell mit Bleistift und Tusche, ohne Jahr (National Maritime Museum, London)
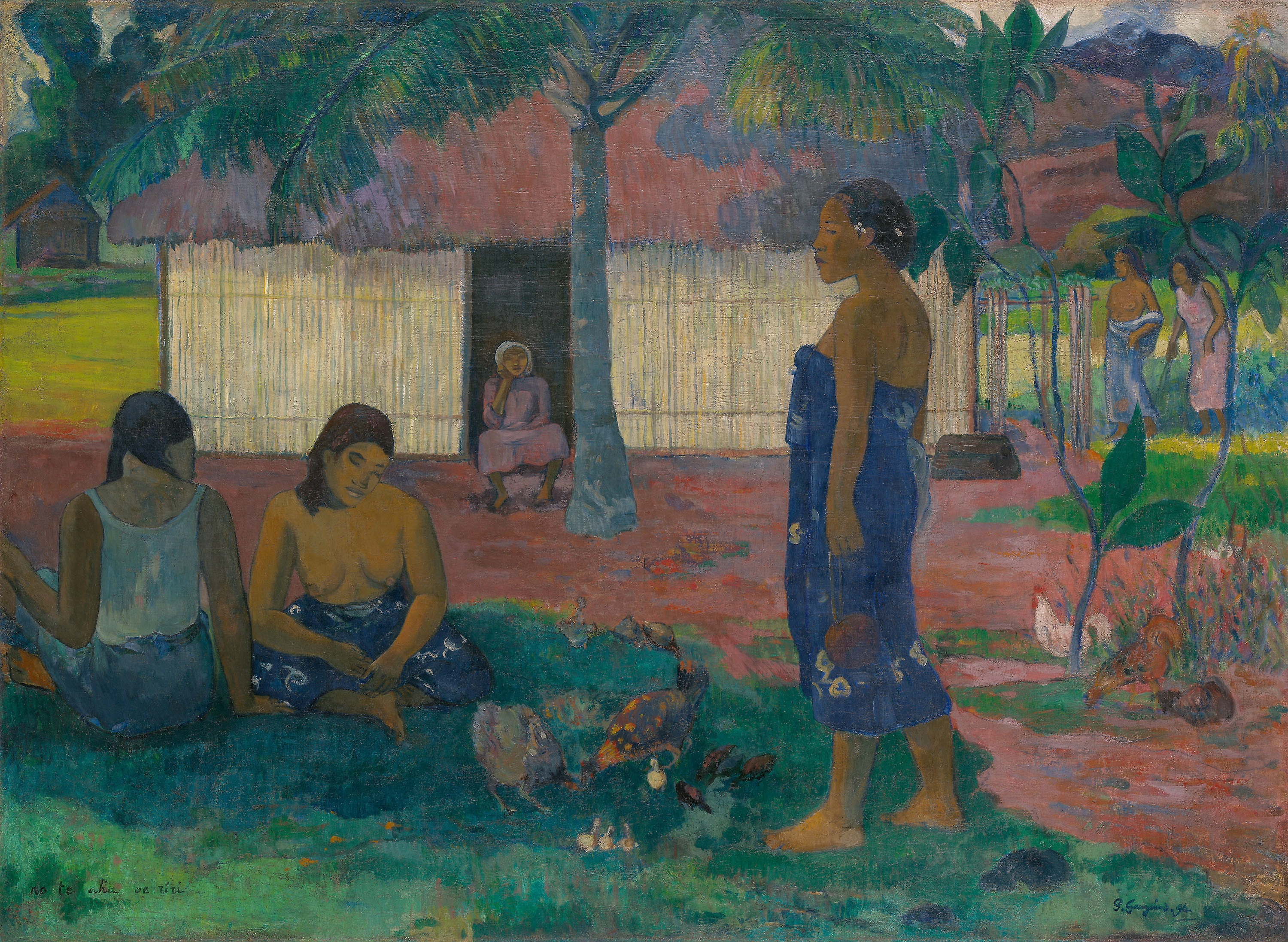
Paul Gauguin: No te aha oe riri („Warum bist Du ärgerlich?“), Öl auf Leinwand, 1896 (The Art Institute of Chicago)
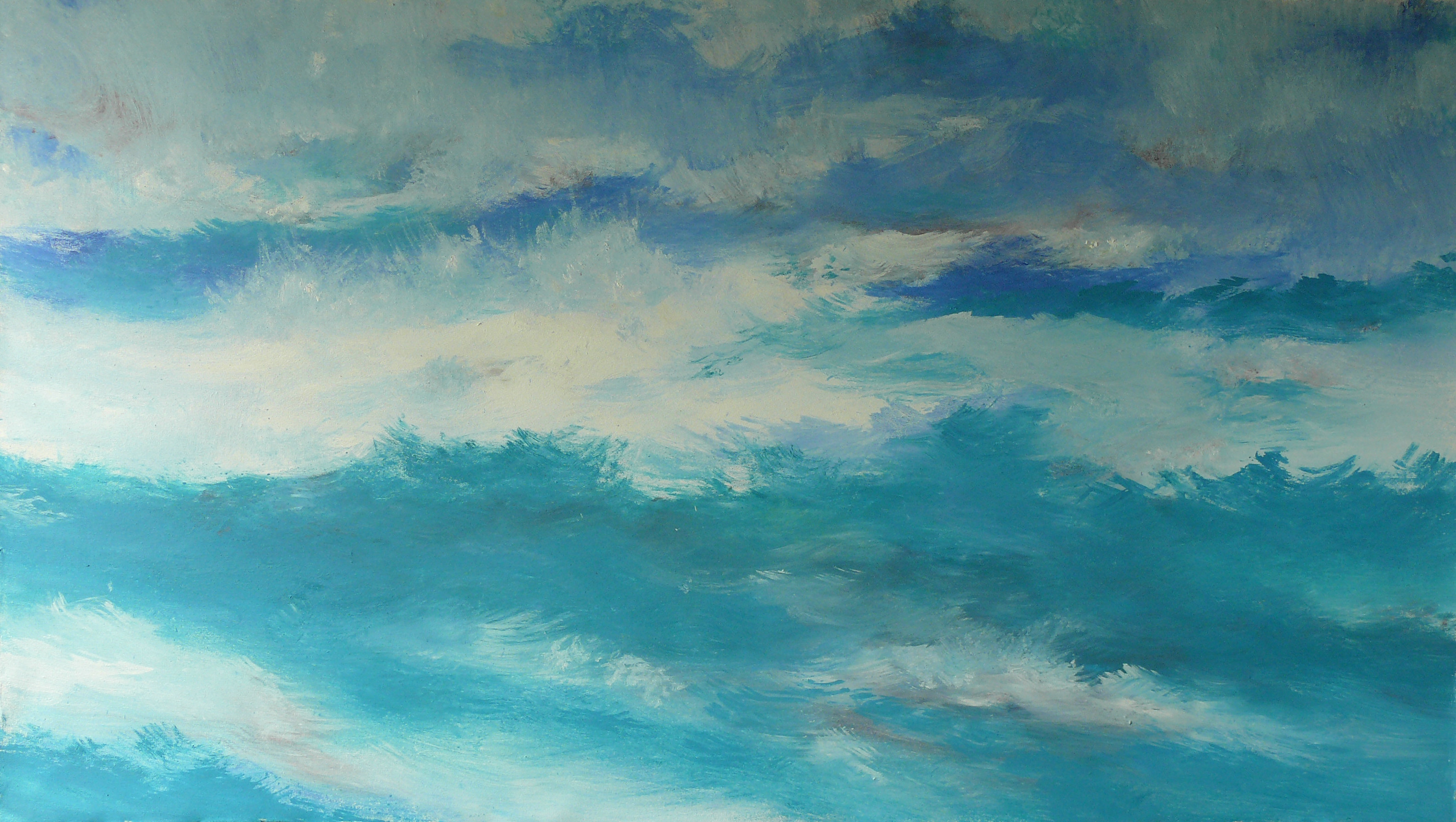
Ingo Kühl: The Sea IV, Öl auf Leinwand, 2012, gemalt in Vanuatu

Paul Gauguin erreichte im April 1891 Tahiti, malte dort 66 Gemälde, verließ die Insel aufgrund gesundheitlicher und finanzieller Schwierigkeiten Anfang 1892 wieder und kehrte im September 1895 von Paris nach Papeete zurück. Er starb 1903 auf den Marquesas. Mit seinen Südseebildern wurde Gauguin ein Wegbereiter des Expressionismus. Emil Nolde nahm 1913/14 an einer Expedition nach Papua-Neuguinea (damals Deutsch-Neuguinea) teil. Max Pechstein lebte von Mai 1914 bis zum Ausbruch des Ersten Weltkriegs auf den mikronesischen Palauinseln. Henri Matisse besuchte 1931 Tahiti. Per Kirkeby reiste 1988 nach Polynesien und Neuseeland. Bernd Zimmer fuhr 1995 an Bord eines Frachtschiffes zu den Marquesas (Hiva Oa) und malte anschließend in seinem Atelier Südseebilder. Ingo Kühl malte 2001/2002 auf den Cook-Inseln, in Französisch-Polynesien, in Fidschi und Vanuatu, es folgten Arbeitsaufenthalte in Papua-Neuguinea u. a. auf den Trobriand-Inseln (2012).